# Петостенна призма
Петостенната призма е инструмент, използван в геодезията за измерване на прави ъгли и във фотографията за предаване на изображение под прав ъгъл, без то да се обръща. Представлява стъклена призма с основа затворен петоъгълник, изработен така, че да отразява светлинните лъчи под ъгъл от 90°.
Във фотографията възможностите за промяната на хода на светлинния лъч се използва в конструкцията на т.нар. огледално-рефлексни фотоапарати. Петостенната призма позволява без визьор и директно през обектива да се наблюдава отсечката на фотокадъра и качеството на фокусирането на обекта на заснемане.
При провеждане на геодезически измервания за създаване на ортогонални снимки в по-едър мащаб в населените места, с призмата се определят посоки перпендикулярни на една осова линия. Така с измерени разстояния по осовата линия и от нея до търсената точка от терена, се получават двете координати, с които може да се изчертае планът на измервания обект. В съвременната геодезическа практика се използва по-рядко, поради широкото разпространение на по-прецизни измервателни системи.